# Šivaizam
Šivaizam (šaivizam) jest jedna od hinduističkih sekti. U šivaizmu, bog Šiva glavno je božanstvo — Vrhovno Biće. Šivaizam je jedna od najvećih hinduističkih konfesija te sadrži mnoge svete tekstove, a sama je vjera povezana sa šaktizmom. Sveti tekstovi Vede vrlo su bitni u teologiji šivaizma.
Bog Šiva, na engleskom poznat kao Lord Shiva, jest jedan od Trimurtija, bog povezan sa srećom, jogom, plodnošću i falusno je božanstvo. Supruga Gospoda Šive božica je Parvati, Šivina shakti. U bliskoj tradiciji, Devi (Božica) povezuje se sa Šivom kao aktivna energija svemira, dok je Šiva oličenje pasivne energije.
Pogledajte također:
- Shiva Purana — sveti tekst
- Maha Shivaratri — festival